# Jose Cuervo Express
Tequila Express es un servicio de tren de pasajeros turístico mexicano que opera desde la estación de Guadalajara hasta la de Tequila.
El municipio de Tequila está ubicado aproximadamente a 40 kilómetros al noroeste de Guadalajara y 32 kilómetros al sureste del pueblo de Tequila, Jalisco. El servicio de tren se llama así debido a que cuenta con degustaciones de tequila y transporta a sus pasajeros a través de campos de agave azul hasta la destilería "La Perseverancia" en Tequila.

## Historia
El servicio comenzó a operar en 1997. El servicio es operado por la Cámara de Comercio de Guadalajara. La excursión incluye música de mariachi en vivo, recorrido por la destilería y Quinta Sauza, así como comida buffet en las instalaciones de la Quinta.